# 仏教系四大学野球大会
仏教系四大学野球大会（ぶっきょうけいよんだいがくやきゅうたいかい）とは、全国の著名な仏教系四大学（愛知学院大学・駒澤大学・立正大学・龍谷大学）により毎年開催される交流戦である。

## 概要
スポーツを通じて仏教系四大学の親睦を深めるとともに、スポーツの普及と技術の向上を図ることを目的とし、1965年（昭和40年）に愛知学院大学、駒澤大学、龍谷大学の3大学による交流戦がスタートした。その後、1967年（昭和42年）に立正大学を加えた4大学による交流戦となった。
毎年8月に開催されている。開催地は各大学において持ち回りで担当している。オリンピック開催や新型コロナウイルス感染症流行などの社会情勢により開催が延期された年もあるが、2023年現在で52回の開催を重ねる歴史ある大会である。

## 構成大学
五十音順で以下の通りである。
- 愛知学院大学硬式野球部（愛知大学野球連盟）
- 駒澤大学硬式野球部（東都大学野球連盟）
- 立正大学硬式野球部（東都大学野球連盟）
- 龍谷大学硬式野球部（関西六大学野球連盟）